# ملانطيون عريض الأوراق
ملانطيون عريض الأوراق (الاسم العلمي:Melanthium latifolium) هو نوع من النباتات يتبع جنس الملانطيون من الفصيلة الملانطيونية.